# Wilhelm Barner

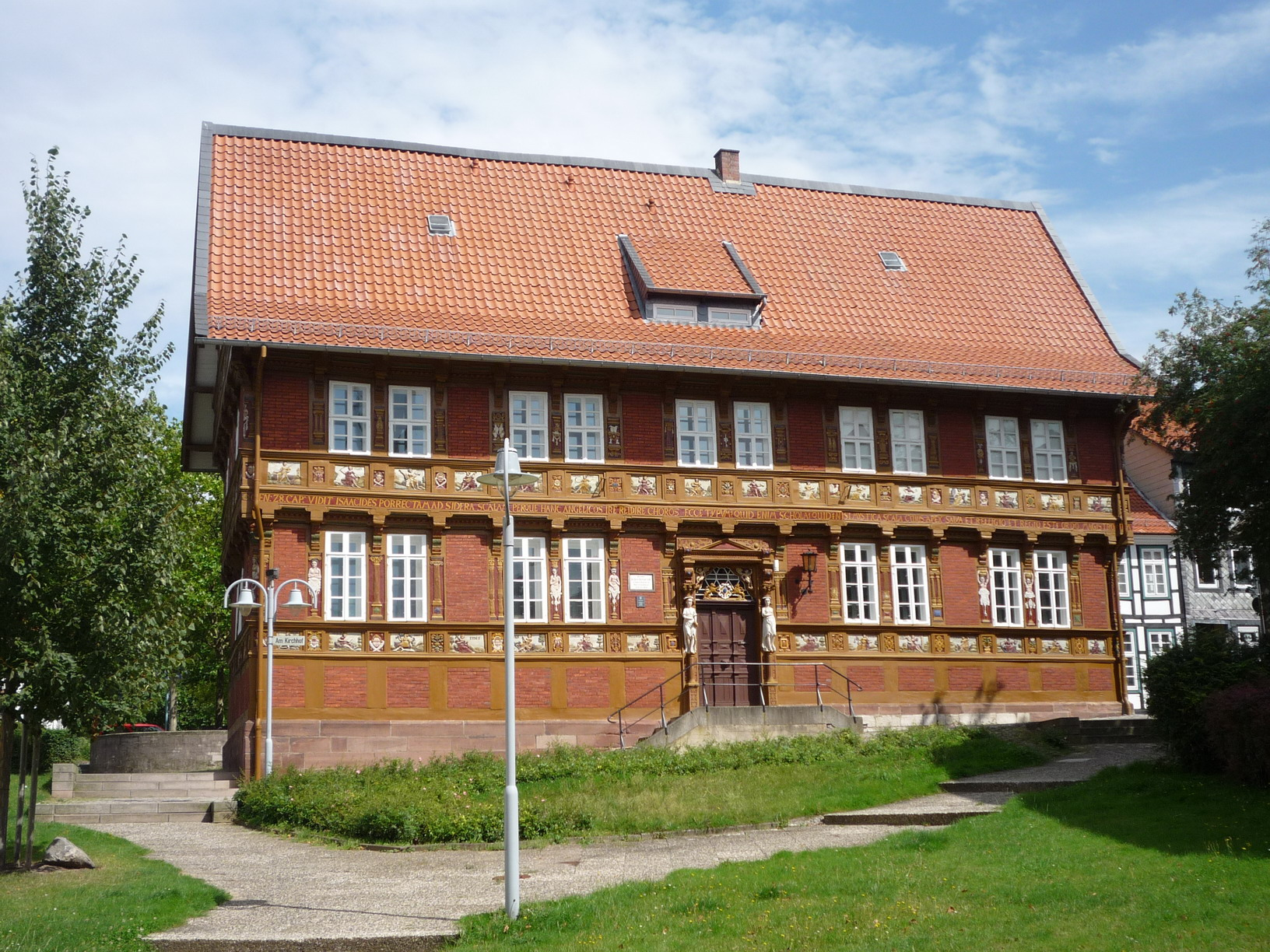
Heimatmuseum Alfeld (Leine)

Wilhelm Barner (* 2. Juli 1893 in Ringelheim; † 6. Mai 1973 in Alfeld (Leine)) war ein deutscher Lehrer und Heimatforscher. Er war Heimatpfleger des Landkreises Alfeld und Leiter des Städtischen Heimatmuseums Alfeld.

## Leben
Barner wurde 1893 in Ringelheim im damaligen Landkreis Goslar geboren. Er ließ sich zum Volksschullehrer ausbilden und bestand 1914 die erste Lehrerprüfung. Er unterrichtete zunächst in den Kreisen Münden, Göttingen und Einbeck, bevor er 1916 nach Deilmissen im Kreis Alfeld zog und dort 1918 seine zweite Lehrerprüfung ablegte. Ab 1936 war er an der Bürgerschule Alfeld tätig. Im Jahr 1949 schied er aus gesundheitlichen Gründen aus dem Schuldienst aus.
Barner begann in den 1920er Jahren mit Forschungen zur Urgeschichte und Volkskunde des Leineberglandes. In den 1960er Jahren unternahm er umfangreiche Grabungen im Sackwald an der Hohen Schanze und der Winzenburg. Nach dem Zweiten Weltkrieg setzte sich Barner für die Einrichtung eines Heimatmuseums in der alten Alfelder Lateinschule, einem freistehenden Fachwerkhaus aus dem Jahr 1610, ein. Er war langjähriger Leiter des Museums, das neben Objekten der Ur- und Frühgeschichte auch Gegenstände des örtlichen Kunsthandwerks und Kleinplastik ausstellt. Barner war Heimatpfleger des Landkreises Alfeld. Zu seinem Freundes- und Bekanntenkreis zählten die niedersächsischen Heimatforscher Otto Fahlbusch, Georg Köstermann, Curt Sauermilch, Otto Thielemann und Franz Zobel. Barner verfasste zahlreiche Publikationen zur Vor- und Urgeschichte, zur Volkskunde und zum Natur- und Denkmalschutz. Er publizierte u. a. im Göttinger Jahrbuch.
Wilhelm Barner starb 1973 in Alfeld.

## Ehrungen
Barner erhielt zahlreiche Ehrungen, darunter das Bundesverdienstkreuz, den Niedersächsischen Verdienstorden 1. Klasse und die Brüder-Grimm-Medaille. Am 2. Juli 1958 wurde Barner zum Ehrenbürger der Stadt Alfeld ernannt. In Alfeld wurde der Wilhelm-Barner-Weg nach ihm benannt.

## Schriften (Auswahl)
- Unsere Heimat: Das Land zwischen Hildesheimer Wald und Ith., Im Auftr. d. Kreislehrervereins Gronau, Hildesheim, 1931.
- Urgeschichte des Leineberglandes für Schule und Haus, Hildesheim, 1934.
- Ein spätkarolingisches Bauerngehöft auf der Wüstung Assum (Feldmark Eime, Kreis Alfeld). In: Die Kunde 1935, Jg. 3, H. 7/8.
- Altpaläolithische Funde aus dem südlichen Hannover. In: Quartär 1941, S. 44–55 (online, PDF).
- Wappen und Siegel des Kreises Alfeld, Hildesheim, 1953.
- Der Pilgerstein von Elze. In: Niedersachsen 1960, Heft 4, S. 158–165.
- Die Tiebenburg. Bericht über die 1. Grabung (1959) in den Wehranlagen im Raume des Rennstiegs bei Winzenburg, Kr. Alfeld/Leine. In: Göttinger Jahrbuch 1960, Band 8, S. 3–27.
- Altpaläolithfunde aus den Kiesen der risseiszeitlichen Terrasse bei Alfeld (Leine). In: Göttinger Jahrbuch 1962, Band 10, S. 19–36.
- Der altpaläolithische Fundplatz in der Mittelterrasse am Lehder Berge bei Gronau. In: Göttinger Jahrbuch 1963, Band 11, S. 7–32.
- Die Votivschale von Wendhausen, Kreis Hildesheim. In: Göttinger Jahrbuch 1965, Band 13, S. 31–38.
- Frühmesolithische Fundplätze und Einzelfunde im Raume Alfeld (Leine). In: Göttinger Jahrbuch 1966, Band 14, S. 37–48.
- Die Winzenburg. Ihre topographisch-militärische Lage und die Datierung ihrer Gründung. In: Göttinger Jahrbuch 1968, Band 16, S. 37–48.
- Der Ursprung Alfelds nach Aussagen von urgeschichtlichen Bodenfunden der La-Tène-Zeit. In: Göttinger Jahrbuch 1970, Band 18, S. 33–48.